# Adrian Suliński
Adrian Suliński (ur. 15 maja 1989 w Pruszkowie) – polski koszykarz grający na pozycji rozgrywającego i rzucającego.
W 2019 dołączył do Pogoni Prudnik. Obecnie występuje w zespole Znicz Pruszków.

## Przebieg kariery
- 2007–2013: Znicz Pruszków
- 2013–2014: Spójnia Stargard
- 2014–2016: Stal Ostrów Wielkopolski
- 2016–2019: Kotwica Kołobrzeg
- 2019–2020: Pogoń Prudnik
- 2020– Znicz Pruszków